# Attentati di Nāṣiriya
Gli attentati di Nassiriya furono alcuni attacchi avvenuti dal 2003 al 2006 durante la guerra in Iraq nella città di Nāṣiriyya contro le forze armate italiane partecipanti alla missione militare denominata "Operazione Antica Babilonia", il più grave dei quali fu la strage del 12 novembre 2003 che provocò 28 morti (19 italiani).
Questi attacchi provocarono un totale di circa 50 vittime (di cui 25 italiani).

## Storia

### Operazione Antica Babilonia
Nel mese di marzo 2003 iniziò l'operazione Iraqi Freedom (OIF), o seconda guerra del Golfo, da parte di una coalizione composta principalmente degli eserciti britannico e statunitense. Il 1º maggio 2003 la guerra finì ufficialmente, anche se di fatto gli eserciti stranieri non riuscirono mai a stabilire il controllo pieno del territorio, subendo dure perdite dovute ad attacchi ricorrenti.
La risoluzione ONU 1483 del 22 maggio 2003 approvata dal Consiglio di Sicurezza delle Nazioni Unite invitò tutti gli Stati a contribuire alla rinascita dell'Iraq, favorendo la sicurezza del popolo iracheno e lo sviluppo della nazione.
L'Italia partecipò attraverso la missione "Antica Babilonia" fornendo unità militari dislocate nel sud del Paese, con base principale a Nāṣiriyya, capoluogo della regione irachena di Dhi Qar sede di importanti giacimenti petroliferi.
La missione italiana ebbe inizio il 15 luglio 2003 e fu un'operazione militare con finalità di peacekeeping (mantenimento della pace), che aveva i seguenti obiettivi:
- ricostruzione del "comparto sicurezza" iracheno attraverso l'assistenza per l'addestramento e l'equipaggiamento delle forze, a livello centrale e locale, sia nel contesto della NATO sia sul piano bilaterale;
- creazione e mantenimento della necessaria cornice di sicurezza;
- concorso al ripristino di infrastrutture pubbliche e alla riattivazione dei servizi essenziali;
- rilevazioni radiologiche, biologiche e chimiche;
- concorso all'ordine pubblico;
- polizia militare;
- concorso alla gestione aeroportuale;
- concorso alle attività di bonifica, con l'impiego anche della componente cinofila;
- sostegno alle attività dell'ORHA;
- controllo del territorio e contrasto alla criminalità.

La missione terminò il 1º dicembre 2006.

### La strage del 12 novembre 2003
Il comando dell'Italian Joint Task Force (IJTF) si trovava a 7 chilometri da Nassiriya, in una base denominata White Horse, distante circa 4 chilometri dal comando statunitense di Tallil. Il reggimento MSU/IRAQ (Multinational Specialized Unit), composto da personale dei Carabinieri italiani e dalla Gendarmeria romena (a cui poi si aggiungeranno, a fine novembre 2003, 120 uomini della Guardia nazionale repubblicana portoghese), era diviso su due postazioni: le basi Maestrale e Libeccio, entrambe poste al centro dell'abitato di Nāṣiriyya. Presso la base Maestrale (nota anche con il termine Animal House), che durante il regime di Saddam Hussein era sede della camera di commercio, era acquartierata l'unità di manovra. Presso la Libeccio avevano sede sia il Battaglione MSU, sia il Comando del Reggimento MSU/IRAQ.
Il 12 novembre 2003 alle ore 10:40 ora locale (UTC +03:00), le 08:40 in Italia, un camion cisterna pieno di esplosivo scoppiò davanti all'ingresso della base Maestrale, sede della MSU italiana dei Carabinieri, provocando successivamente l'esplosione del deposito munizioni e la morte di diverse persone tra Carabinieri, militari e civili.
L'appuntato Andrea Filippa, di guardia all'ingresso della base principale, riuscì a uccidere i due attentatori, tant'è che il camion non esplose all'interno della caserma ma sul cancello di entrata, evitando così una strage di più ampie proporzioni. I primi soccorsi furono prestati dai Carabinieri stessi, dalla nuova polizia irachena e dai civili del luogo.
L'attentato provocò 28 morti, 19 italiani e 9 iracheni. Nell'esplosione rimase coinvolta anche la troupe del regista Stefano Rolla che si trovava sul luogo per girare uno sceneggiato sulla ricostruzione a Nassiriya da parte dei soldati italiani, nonché i militari dell'esercito italiano di scorta alla troupe, che si erano fermati lì per una sosta logistica.
L'attentato ridusse la base Maestrale a uno scheletro di cemento. L'altra sede, Libeccio, distante poche centinaia di metri dalla prima, venne danneggiata anch'essa dall'esplosione. Era infatti intendimento dei Carabinieri, contrariamente alla scelta dell'Esercito di stabilirsi lontano per avere una maggiore cornice di sicurezza, di posizionarsi nell'abitato per un maggior contatto con la popolazione. Due mesi dopo l'attentato, il Reggimento CC lasciò definitivamente anche la base Libeccio, trasferendosi alla base di Camp Mittica nell'ex aeroporto di Tallil, a 7 km da Nāṣiriyya.

#### Vittime
Le vittime italiane furono:
- i Carabinieri[1]

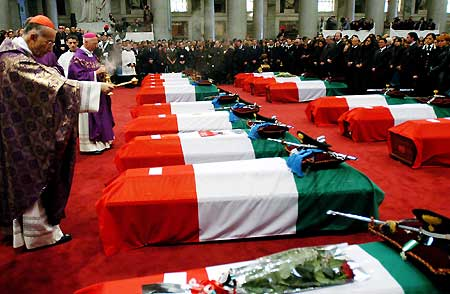
Un momento dei funerali di Stato dei caduti a Nassiriya, 18 novembre 2003

  - Massimiliano Bruno, maresciallo aiutante, Medaglia d'Oro di Benemerito della cultura e dell'arte
  - Giovanni Cavallaro, sottotenente
  - Giuseppe Coletta, brigadiere
  - Andrea Filippa, appuntato
  - Enzo Fregosi, maresciallo luogotenente
  - Daniele Ghione, maresciallo capo
  - Horacio[2] Majorana, appuntato
  - Ivan Ghitti, brigadiere
  - Domenico Intravaia, vicebrigadiere
  - Filippo Merlino, sottotenente
  - Alfio Ragazzi, maresciallo aiutante, Medaglia d'Oro di Benemerito della cultura e dell'arte
  - Alfonso Trincone, maresciallo aiutante
- i militari dell'Esercito italiano
  - Massimo Ficuciello, capitano
  - Silvio Olla, maresciallo capo
  - Alessandro Carrisi, primo caporal maggiore
  - Emanuele Ferraro, caporal maggiore capo scelto
  - Pietro Petrucci, caporal maggiore
- i civili
  - Marco Beci, cooperatore internazionale[3]
  - Stefano Rolla, regista

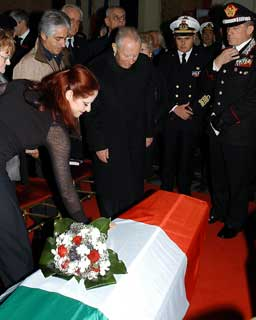
Il presidente Ciampi rende omaggio alle vittime al Vittoriano

I caduti delle Forze Armate Italiane appartenevano a vari reparti dell'Arma dei Carabinieri Territoriale, al 13º Reggimento Carabinieri "Friuli Venezia Giulia" di Gorizia e al 7º Reggimento Carabinieri "Trentino-Alto Adige" di Laives, al Reggimento lagunari "Serenissima", alla Brigata Folgore, al 66º Reggimento fanteria aeromobile "Trieste", al Reggimento Savoia Cavalleria, al Reggimento Trasimeno. Morirono anche alcuni appartenenti alla Brigata Sassari che stavano scortando la troupe cinematografica di Stefano Rolla e 3 militari del 6º Reggimento Trasporti della Brigata Logistica di Proiezione, che stavano scortando il cooperatore internazionale Marco Beci.
La camera ardente per tutti gli italiani morti venne allestita nel Sacrario delle Bandiere del Vittoriano, dove fu oggetto di un lungo pellegrinaggio di cittadini. I funerali di Stato si svolsero il 18 novembre 2003 nella basilica di San Paolo fuori le mura, a Roma, officiati dal cardinale Camillo Ruini, alla presenza delle più alte autorità dello Stato, e con vasta (circa 50.000 persone) e commossa partecipazione popolare; le salme giunsero nella basilica scortati da 40 corazzieri a cavallo. Per quel giorno fu proclamato il lutto nazionale.

#### Feriti sopravvissuti

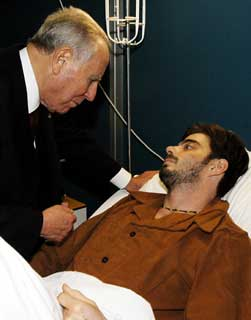
Il presidente Carlo Azeglio Ciampi in visita ad Aureliano Amadei, uno dei feriti della troupe del regista Stefano Rolla

Nell'attentato rimasero feriti altri 20 italiani: 15 carabinieri, quattro soldati e un civile.
Carabinieri di guardia alla base:
- Maresciallo ordinario Riccardo Saccotelli
- Carabiniere scelto Mario Alberto Caldarone
- Carabiniere scelto Matteo Stefanelli
- Appuntato Roberto Ramazzotti

Erano invece all'interno della palazzina:
- Brigadiere Paolo Di Giovanni
- Maresciallo Marilena Jacobini
- Maresciallo Vittorio De Rasis
- Maresciallo Maurizio Lucchesi
- Vicebrigadiere Roberto Gigli
- Vicebrigadiere Daniele Livieri
- Appuntato Scelto Ivan Buia
- Appuntato Marco Pinna
- Appuntato Antonio Altavilla
- Vicebrigadiere Cosimo Visconti

All'interno del cortile della base si trovavano invece:
- Caporale scelto Alessandro Mereu
- Caporale scelto Umile Groccia
- Caporale Federico Boi
- Aureliano Amadei, aiuto regista di Stefano Rolla.[6]

#### Le inchieste
A seguito dell'attentato vennero aperte due inchieste: una fu avviata dalle autorità militari con lo scopo di verificare se tutte le misure necessarie erano state prese per prevenire gli attacchi, mentre la seconda venne aperta dalla procura di Roma per cercare di individuare gli autori del gesto. Nella prima inchiesta, guidata dalle forze armate dell'Esercito e dall'Arma dei Carabinieri, si giunsero a conclusioni diverse; l'Esercito chiese una consulenza al generale Antonio Quintana, secondo il quale sistemare la base al centro della città e senza un percorso obbligato a zig-zag per entrare all'interno di essa fu un errore. La commissione nominata dall'Arma dei Carabinieri e guidata dal generale Virgilio Chirieleison concluse invece che non ci furono omissioni nell'organizzazione della sicurezza della base. Abū ʿOmar al-Kurdī, terrorista di al-Qāʿida reo confesso dell'organizzazione dell'attentato, affermò che era stata scelta la base Maestrale in quanto si trovava lungo una strada principale che non poteva essere chiusa.
Per l'altra inchiesta, curata dalla procura di Roma, risultò complesso ricostruire gli eventi a causa delle instabili condizioni del Paese, oltretutto straniero. L'unico fatto stabilito con certezza è che a esplodere fu un camion cisterna con 400 kg di tritolo mescolato a liquido infiammabile.

#### Onorificenze

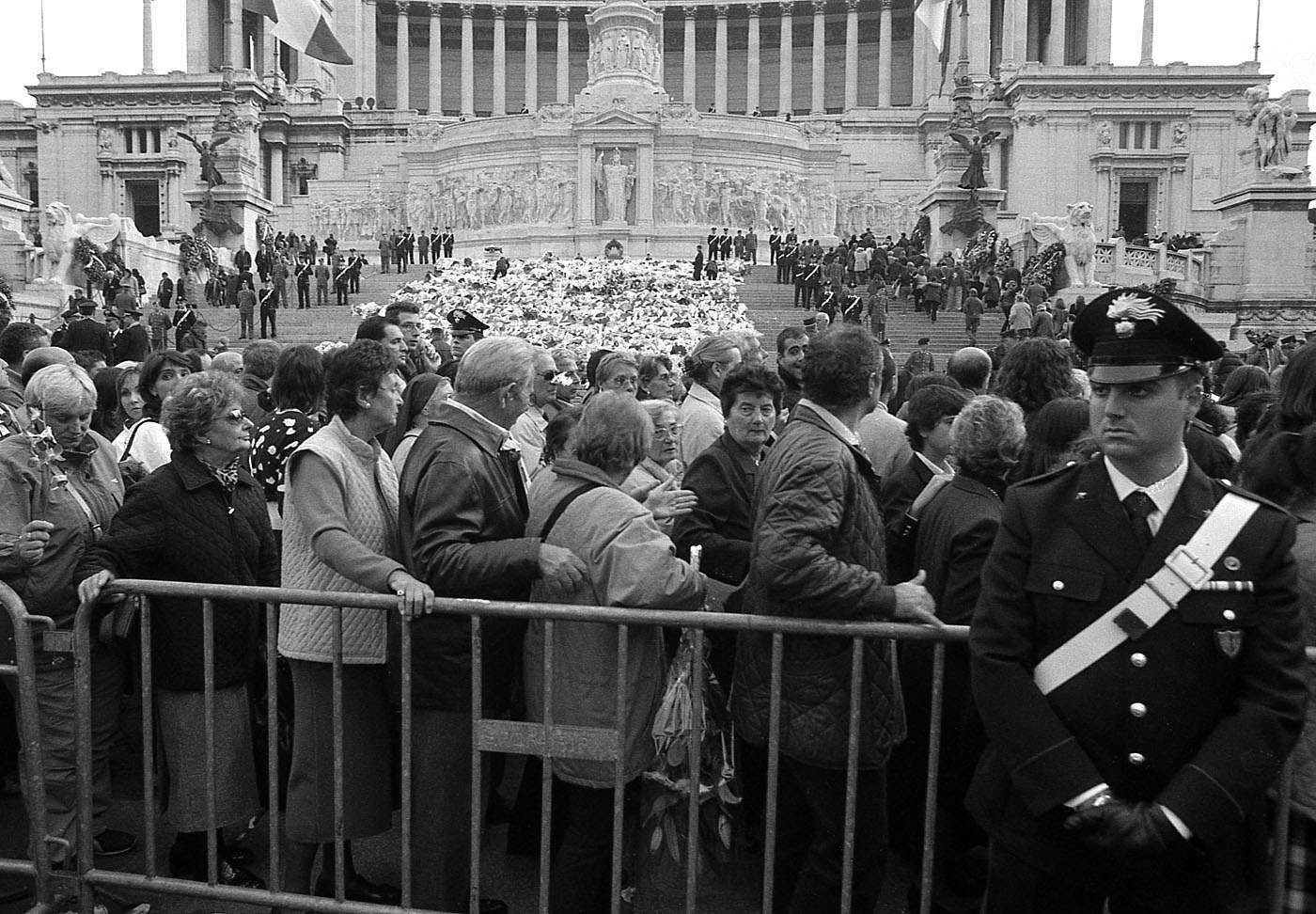
Roma Vittoriano, fila di persone per l'omaggio ai caduti di Nassiriya (2003)

Nessuna onorificenza è stata riconosciuta dallo stato italiano al personale di guardia che difendeva la base italiana. I morti e alcuni feriti dell'attentato vennero insigniti della Croce d'Onore alle vittime del terrorismo o di atti ostili, con una cerimonia tenutasi il 12 novembre 2005 e presieduta dal Presidente della repubblica Carlo Azeglio Ciampi. Alla cerimonia il maresciallo ordinario Riccardo Saccotelli, ferito gravemente e di guardia all’ingresso alla base nel momento dell’attentato, non partecipò alla cerimonia e rifiutò l'onorificenza.
Nel 2009 ai sette siciliani caduti venne conferita dalla regione Sicilia la Medaglia d'oro al valor civile della Regione Siciliana alla memoria.
Nel 2012 alcune delle vittime, come Enzo Fregosi e Domenico Intravaia, ottennero la Medaglia d'oro di "vittima del terrorismo".

#### Intitolazioni
Alle vittime dell'attentato sono state intitolate numerose vie, piazze e monumenti in tutta Italia. Monumenti a ricordo dei militari italiani caduti in missione, opera dello scultore Osvaldo Moi, vennero eretti in piazze delle città di Torino, Novara, Pianezza, in provincia di Torino, e San Benedetto del Tronto, in provincia di Ascoli Piceno. A Roma, nel Parco Schuster accanto alla Basilica di San Paolo fuori le mura, venne dedicato il monumento "Foresta d'acciaio": il monumento è costituito da stele simboleggianti i caduti italiani, sia militari che civili rimasti uccisi.
Alle vittime dell'attentato è dedicata la canzone 12 novembre del cantautore italiano Sköll.

#### Filmografia
- 20 sigarette - Film del 2010 di Aureliano Amadei, sopravvissuto alla strage.
- Nassiriya - Per non dimenticare - Miniserie del 2007 in 2 puntate.

### Gli scontri del 6 aprile 2004

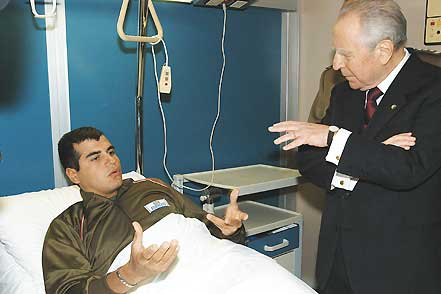
Ciampi in visita ad Armando Mirra, uno dei bersaglieri feriti

Sempre a Nassiriya, pochi mesi dopo l'attentato del 2003, il 6 aprile 2004 si ebbe uno scontro tra le truppe italiane e l'Esercito del Mahdi, noto come Battaglia dei ponti di Nassiriya. La task force impiegata per l'occasione venne stanziata proprio presso la ex base logistica Libeccio, che era stata abbandonata dopo il precedente attentato.
I militari italiani furono impegnati in uno scontro che durò 18 ore attorno a tre ponti della città che permettevano l'attraversamento del fiume Eufrate. Nel combattimento vennero impiegate armi pesanti da ambo le parti, compresi mortai e lanciarazzi anticarro di tipo ex-sovietico dalle forze irachene e lanciarazzi e cannoni da 105mm da quelle italiane; durante la notte vennero anche impiegati colpi di mortaio illuminanti per rendere il tiro selettivo e minimizzare il rischio di vittime civili. nello scontro furono feriti lievemente sei militari italiani mentre quattro iracheni furono uccisi; altre fonti non precisate riportarono nove bersaglieri dell'11º Reggimento bersaglieri e due carristi del 132º Reggimento carri di Cordenons. Le perdite irachene furono di una quindicina di morti, tra cui una donna e due bambini, e oltre 35 feriti.

### Attentato del 27 aprile 2006
La mattina del 27 aprile 2006 un convoglio formato da quattro mezzi dei Carabinieri dell'MSU partì dalla base di Camp Mittica per raggiungere l'ufficio provinciale di Polizia irachena per il consueto servizio e il coordinamento dei pattugliamenti congiunti (Provincial joint operation center), come già avevano operato molte altre volte. Alle 8:50 ora locale (le 6:50 in Italia) il secondo veicolo della colonna passò sopra a un ordigno posto nel centro della carreggiata. L'ordigno si attivò e la carica cava colpì la sottoscocca della ruota sinistra del mezzo (un VM90P), punto più debole della struttura e soprattutto non angolato, per cui penetrò nel mezzo con un'alta temperatura trasformandone l'interno in un forno. La fiammata sprigionatasi causò la morte istantanea per shock termico di tre dei cinque militari presenti a bordo. Il maresciallo aiutante Carlo de Trizio morì poco dopo, prima di giungere in ospedale. Il 7 maggio morì anche il maresciallo aiutante Enrico Frassanito, rientrato a Verona dopo le prime cure ricevute a Madinat al-Kuwait (Kuwait City); era rimasto gravemente ustionato nell'attentato.

#### Le persone coinvolte
Sono deceduti in seguito all'attentato:
- Nicola Ciardelli, capitano dell'Esercito
- Carlo De Trizio, maresciallo aiutante dei Carabinieri
- Enrico Frassanito, maresciallo aiutante dei Carabinieri
- Bodgan Hancu, caporale della polizia militare rumena
- Franco Lattanzio, maresciallo aiutante dei Carabinieri

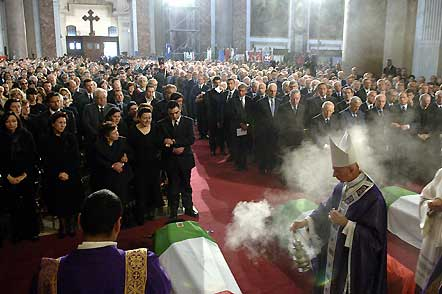
Un momento dei funerali di Stato dei militari Ciardelli, Lattanzio e De Trizio.

All'interno della cappella all'ospedale militare del Celio, a Roma, venne allestita la camera ardente per i militari Ciardelli, De Trizio e Lattanzio.
Il 2 maggio, giornata di lutto nazionale, si svolsero nella Basilica di Santa Maria degli Angeli e dei Martiri i funerali di Stato officiati da Monsignore Angelo Bagnasco, ordinario militare per l'Italia. Erano presenti il Capo dello Stato Carlo Azeglio Ciampi e le più alte autorità politiche e militari.
Durante il funerale privato del capitano Ciardelli, avvenuto il giorno 3 maggio alle ore 11 nella chiesa di San Nicola a Pisa, si svolsero anche i battesimi del figlio Niccolò e del nipote Matteo.

#### Le inchieste
Come da prassi anche in questo caso vennero aperte due inchieste sull'attentato, una militare e l'altra della Procura di Roma, per accertare se fossero state intraprese tutte le azioni necessarie per la sicurezza dei militari italiani.
Nelle prime ore dopo l'esplosione sono state diffuse due rivendicazioni. Una delle "Brigate dell'Imam Husayn", l'altra dell'"Esercito Islamico in Iraq" di cui fa parte Abū Musʿab al-Zarqāwī. La veridicità è ancora tutta da verificare.

### Attentato del 5 giugno 2006

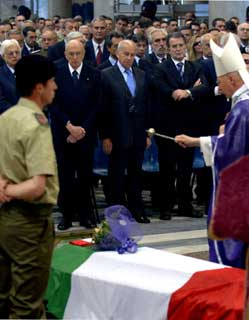
Funerali di Alessandro Pibiri

Il 5 giugno 2006, nell'anniversario dell'Arma dei Carabinieri, avvenne un altro attentato ai militari italiani in missione in Iraq. Alle 21:35 ora locale un ordigno, probabilmente comandato a distanza, venne fatto esplodere al passaggio di un mezzo. L'esplosione avvenne a circa 100 km a nord di Nassiriya. Il veicolo era in testa a un lungo convoglio di mezzi diretto a Tallil; i primi soccorsi furono forniti proprio da medici che appartenevano al convoglio.
Nell'attentato rimase ucciso il caporal maggiore scelto Alessandro Pibiri, mitragliere rallista del primo mezzo di scorta del convoglio, mentre altri quattro soldati, il caporal maggiore scelto Fulvio Concas, il tenente Manuel Pilia e il primo caporal maggiore Luca Daga, tutti del 152º Reggimento fanteria "Sassari", rimasero feriti, uno in maniera grave.

## Il dibattito politico
A seguito di ogni attentato si levò inevitabile il dibattito politico sull'eventualità di ritirare le truppe dal teatro bellico iracheno. Le forze politiche erano essenzialmente divise tra il mantenimento finanziario del contingente in Iraq, caldeggiato dalla coalizione Casa delle Libertà, e il ritiro, auspicato da Unione. Sotto il governo Prodi si attuò il ritiro delle truppe di stanza in Iraq, per l'operazione Antica Babilonia.
"Le complesse attività logistiche, iniziate il 23 settembre 2006, che consentirono il rientro in Patria di personale, mezzi e materiali continuarono fino al 30 novembre 2006.
Il 1º dicembre 2006, alla presenza del Ministro della Difesa e del Capo di Stato Maggiore della Difesa, si svolgeva la Cerimonia dell'ammainabandiera che concludeva l'impegno italiano ad An Nassiriyah." (dal sito del Ministero della Difesa).
Nel 2009 venne istituita la Giornata del ricordo dei Caduti militari e civili nelle missioni internazionali per la pace, celebrata ogni anno il 12 novembre, anniversario degli attentati di Nassiriya.

## Proteste per il mancato conferimento della medaglia d'oro al valor militare
I congiunti dei militari italiani caduti in servizio a Nāṣiriyya protestarono in varie occasioni per il mancato conferimento della medaglia d'oro al valor militare o delle medaglie d'oro al valore dell'Esercito o dell'Arma dei carabinieri. Caduti e feriti ricevettero solo la croce d'onore per le vittime di terrorismo in missione all'estero.
Durante elezioni politiche del 2006, dopo il conferimento della medaglia d'oro al valor civile a Fabrizio Quattrocchi, la protesta venne sostenuta da esponenti politici e giornalisti, alcuni dei quali colsero l'occasione per contestare l'assegnazione della medaglia a Quattrocchi.

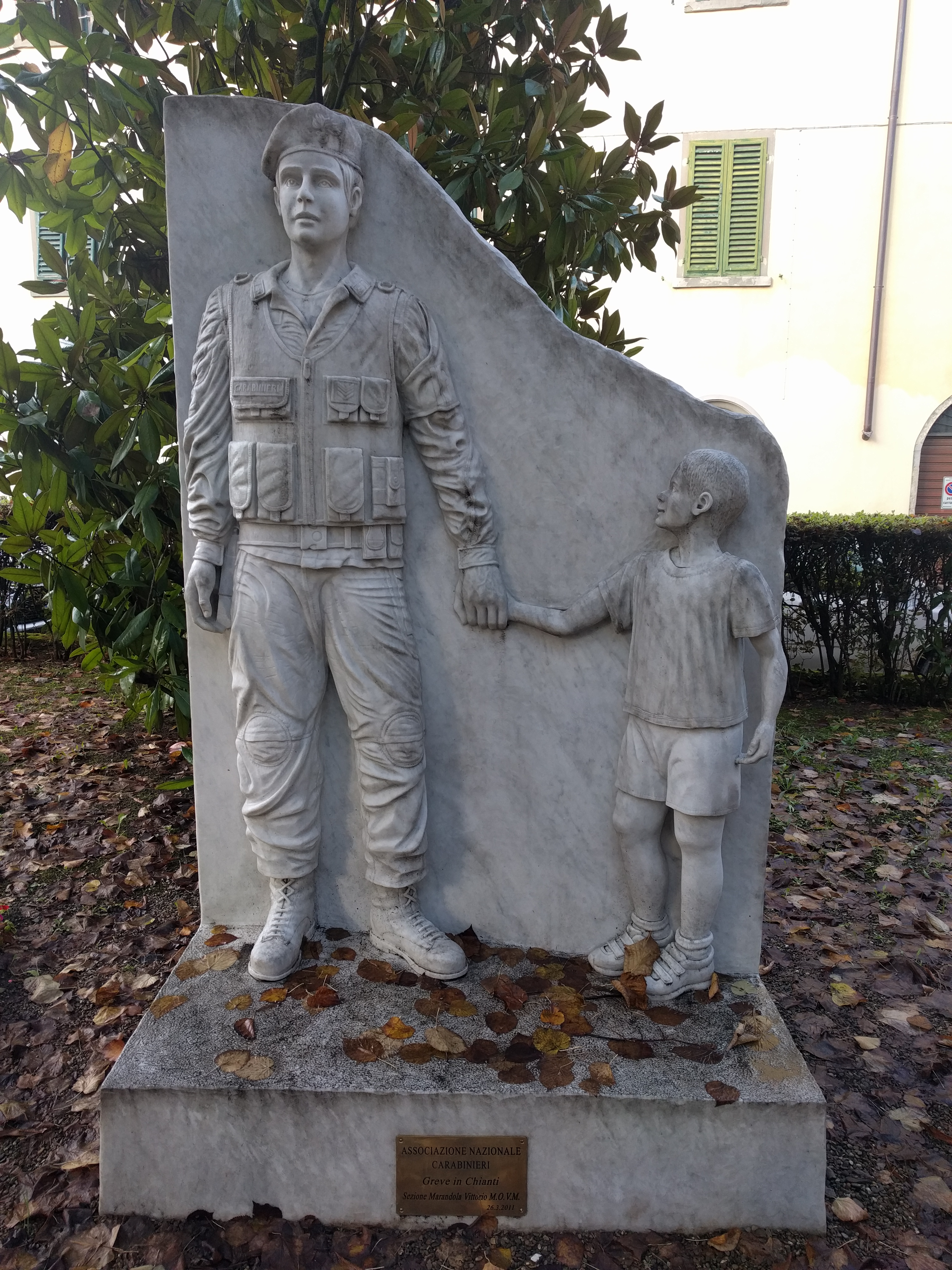
Monumento a Greve in Chianti

Maria Cimino, madre del caporal maggiore capo scelto dell'esercito italiano Emanuele Ferraro, inviò una pubblica protesta al presidente Ciampi per lamentare la disparità di trattamento tenuta nei confronti di Fabrizio Quattrocchi rispetto ai caduti di Nāṣiriyya. Analoga protesta giunse dal figlio del brigadiere dei Carabinieri Domenico Intravaia («Non capisco perché ai nostri caduti a Nassiriya venga ancora negata la medaglia d'oro al valor militare») e da Paola Cohen Gialli, vedova del maresciallo dei Carabinieri Enzo Fregosi, entrambi caduti nel citato attentato di Nassiriya. Gialli dichiarò: «Sono incredula e amareggiata. Non ho nulla contro Quattrocchi, anzi. Ma noi stiamo conducendo questa battaglia da due anni e mezzo senza ottenere risposte. Mi sento presa in giro. A noi non interessa il lato finanziario della vicenda perché non vogliamo la medaglia d'oro per ottenere il vitalizio, ma per avere un riconoscimento perenne a chi è morto mentre serviva il proprio Paese e contribuiva a far rinascere la democrazia in Iraq. Ai nostri carabinieri non è stato dato niente e a Quattrocchi la medaglia d'oro. È un'assurdità».
La concessione della Medaglia d'oro al valor militare è tuttavia prevista limitatamente a "coloro i quali, per compiere un atto di ardimento che avrebbe potuto omettersi senza mancare al dovere ed all'onore, abbiano affrontato scientemente, con insigne coraggio e con felice iniziativa, un grave e manifesto rischio personale in imprese belliche", e come tale non venne considerata applicabile alle vittime dell'attentato di Nāṣiriyya. La concessione della Medaglia d'oro al valore civile è invece prevista per "premiare atti di eccezionale coraggio che manifestano preclara virtù civica e per segnalarne gli autori come degni di pubblico onore", un contesto che venne considerato pertinente alle circostanze della morte di Quattrocchi.
I congiunti dei militari caduti a Nāṣiriyya giudicarono «insufficiente e artificiosa» l'attribuzione della sola Croce d'Onore, una decorazione istituita nel 2005. Sostegno alle recriminazioni dei familiari dei caduti di Nāṣiriyya giunse anche da Rosa Villecco, vedova di Nicola Calipari e deputata dei Democratici di Sinistra, che in un'intervista televisiva con Mario Adinolfi, riguardo a Quattrocchi dichiarò che «[si è] trovato in Iraq per problemi di disoccupazione qui in Italia e non è la stessa cosa di chi era lì a servire lo Stato, ecco perché il rammarico dei parenti delle vittime di Nassiriya è comprensibile».
Il 30 gennaio 2013 il procuratore militare Antonino Intelisano chiese che i familiari delle vittime potessero ottenere risarcimento da parte dello Stato, affermando che il generale non difese correttamente la base e se fossero state approntate le misure necessarie, si sarebbe evitata una tragedia di questa entità.